# Woudenberg
Woudenberg est une commune et un village des Pays-Bas, en province d'Utrecht.

## Patrimoine
- Pyramide d'Austerlitz, construite par l'armée franco-néerlandaise commandée par le général Marmont en 1804.

## Lien externe

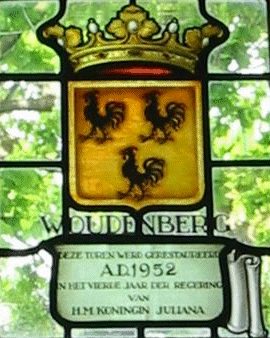
Les armoiries de Woudenberg (vitrail de l'église réformée de Woudenberg)

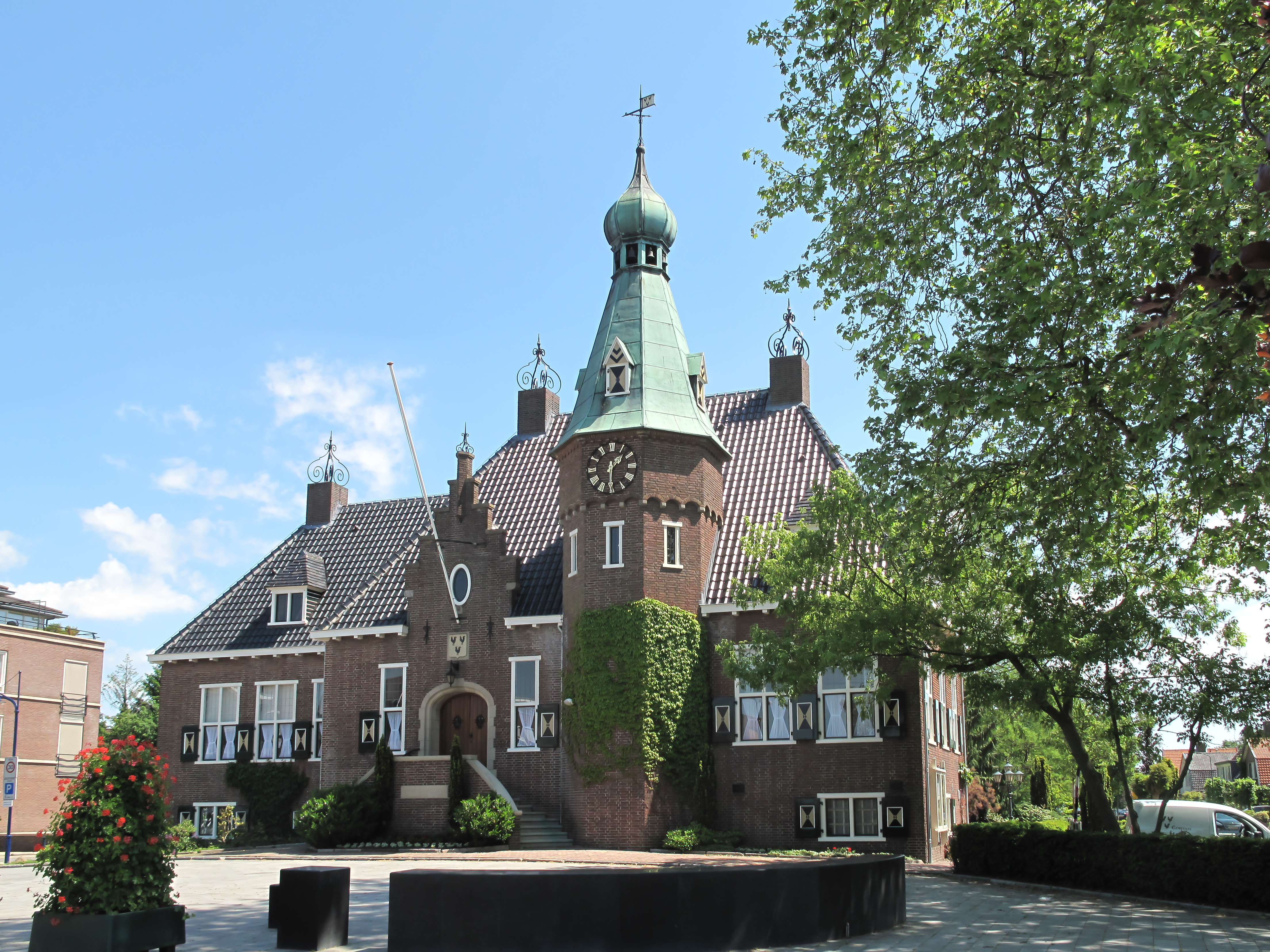
Hôtel de ville